# Alex Schalk
Alex Schalk (* 7. August 1992 in Breda, Nordbrabant) ist ein niederländischer Fußballspieler.

## Karriere

### Verein
Alex Schalk entstammt der Jugend von NAC Breda, wo er 2011 den Sprung in den Profikader schaffte. In Breda bekam er aufgrund seines Torinstinkts den Spitznamen „Bomber von Breda“, in Anlehnung an den „Bomber der Nation“ Gerd Müller. Am 1. Mai 2011 debütierte er für die Profimannschaft am 33. Spieltag der Eredivisie 2010/11, als er im Spiel gegen Heracles Almelo in der 85. Minute für Ömer Bayram eingewechselt wurde. Das Spiel endete mit einer 1:2-Heimniederlage. Zu Beginn der neuen Saison unterschrieb Schalk am 9. August einen neuen Zwei-Jahres-Vertrag bis zum Juni 2013. Nachdem er im Jahr 2014 kaum noch eine Perspektive in Breda für sich gesehen hatte, wechselte er im Januar zunächst auf Leihbasis zur PSV Eindhoven. In Eindhoven spielte er allerdings nur für Jong PSV, die Zweitbesetzung aus der Eerste Divisie. Bis zum Saisonende absolvierte er 16 Ligaspiele, in denen er sechs Tore erzielen konnte. Am 28. Juni 2014 wechselte er ablösefrei zu den Go Ahead Eagles aus Deventer, wo er einen Ein-Jahres-Vertrag unterschrieb. Im August 2015 verließ er den Klub nach 22 Spielen und vier Treffer wieder. Im Oktober 2015 wechselte er in die Scottish Premiership zu Ross County, wo er in 88 Spielen 22 Tore erzielte. Nach drei Jahren in Schottland wechselte Schalk zum Schweizer Zweitligisten Servette FC nach Genf. Bei den Grenats avancierte der Stürmer ebenfalls zum Stammspieler und verhalf dem Verein zum Aufstieg in die Erstklassigkeit. Im Oktober 2019 machte er Schlagzeilen, als er den gegnerischen Fans den Mittelfinger zeigte. Deswegen wurde er für zwei Spiele gesperrt.  Hier kam er in den folgenden Jahren noch zu zwei internationalen Einsätzen für die Schweizer. Am 25. März gab der japanische Verein Urawa Red Diamonds aus der J1 League die Verpflichtung des Stürmers bekannt. Mit der Mannschaft gewann Schalk 2023 die AFC Champions League und belegte bei der FIFA-Klub-Weltmeisterschaft 2023 den vierten Platz. Nach Ende der Saison zum Jahresende 2023 kehrte er in die Niederlande zurück und schloss sich im Januar 2024 dem dortigen Zweitligisten ADO Den Haag an.

### Nationalmannschaft
Schalk war in den Jahren von 2011 bis 2013 jeweils vier Mal für die niederländische U-20 und U-21-Nationalmannschaft im Einsatz.

## Erfolge
Ross County
- Schottischer Ligapokalsieger: 2016

Urawa Red Diamonds
- AFC-Champions-League-Sieger: 2023